# Mobilier étrusque

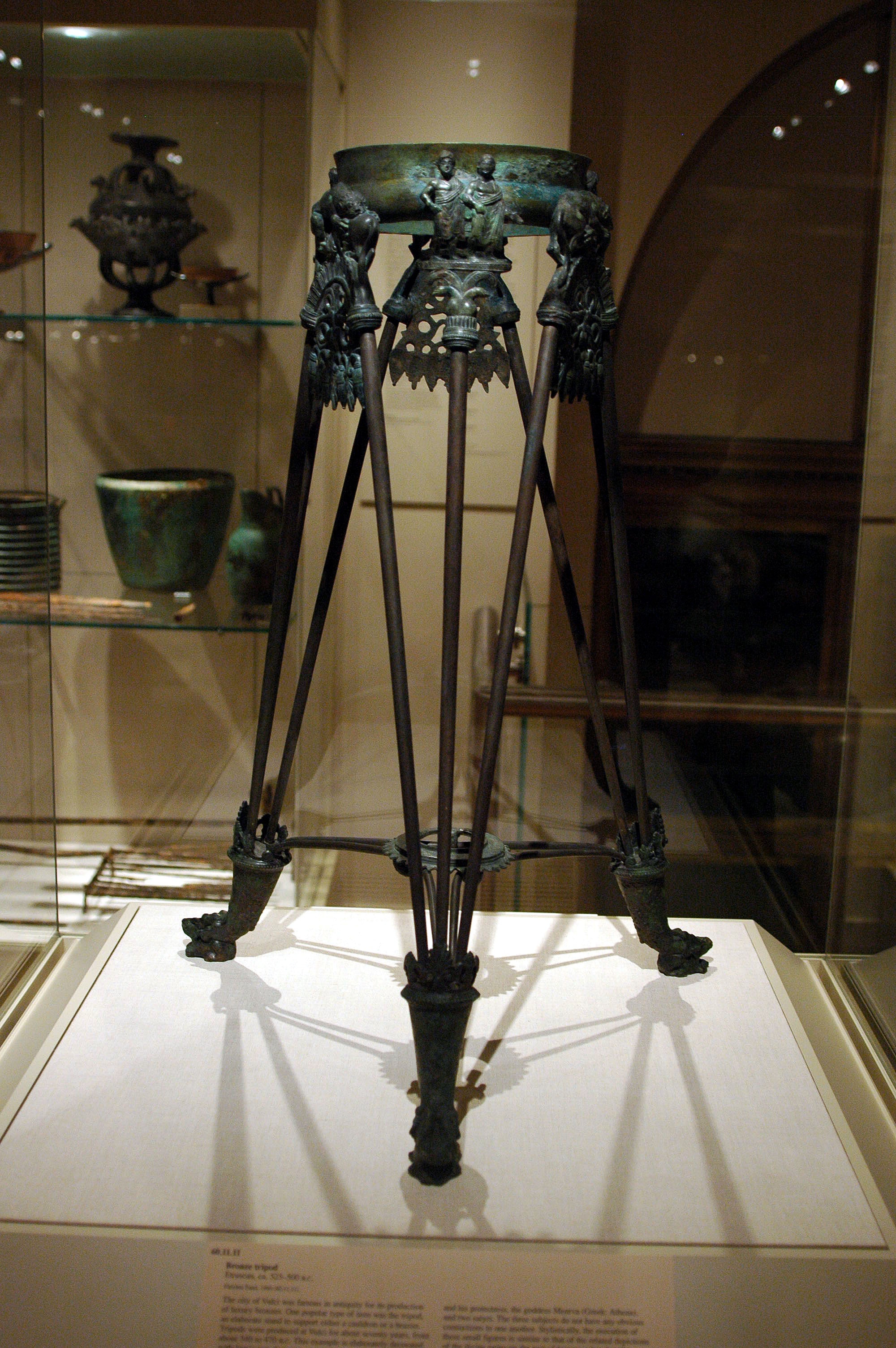
Trépied du MET.

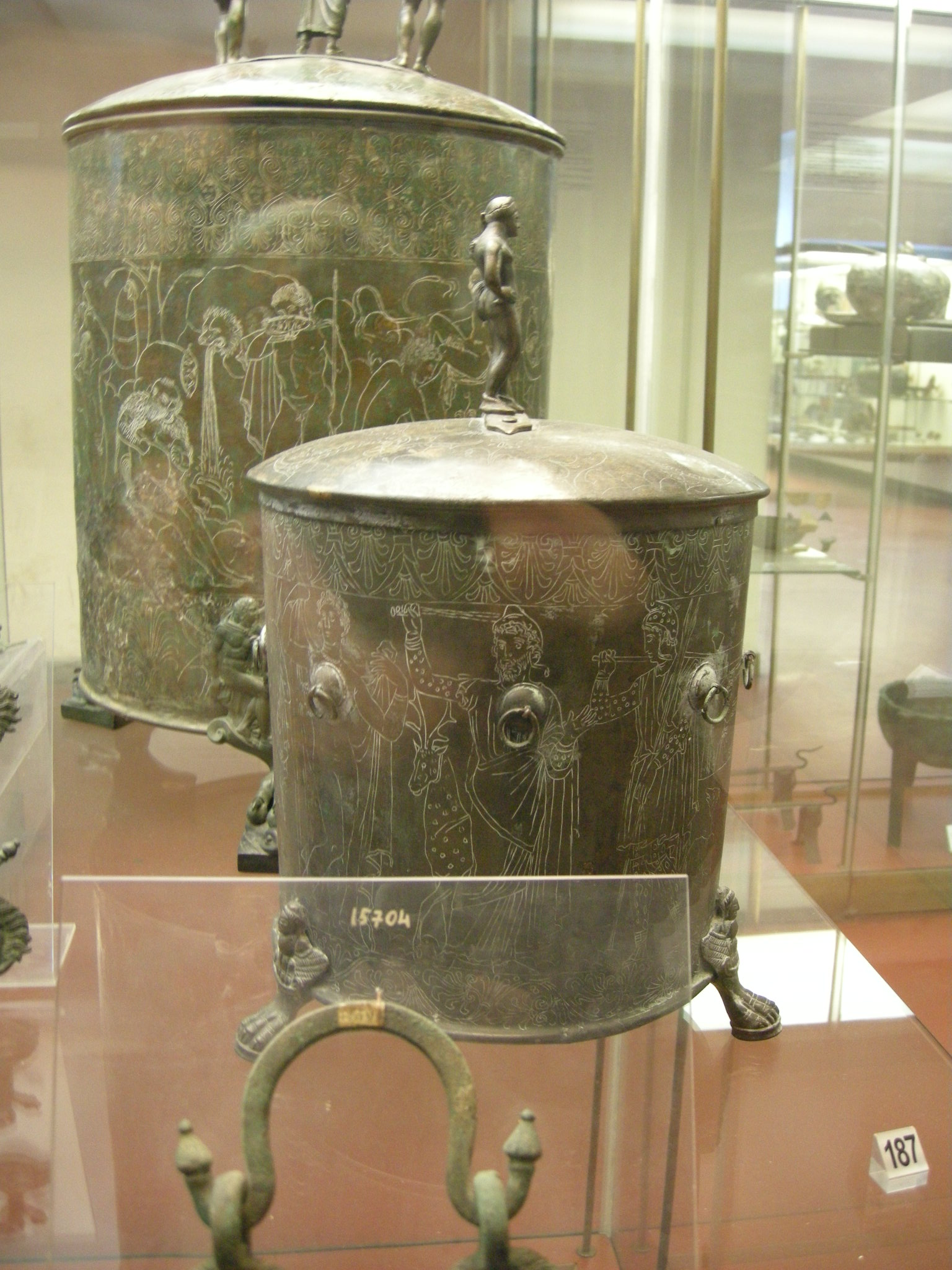
La Cista, un coffre en bronze.

Du mobilier étrusque ne nous sont parvenus à travers les objets quotidiens des tombes étrusques que quelques informations, conséquemment aux matériaux de leur composition, ou bien à leurs représentations dans les arts (peinture, sculpture).

## Seuls exemplaires complets
- Le siège curule en bronze à extrémités imitant des pieds et des têtes d’animaux (qu'on retrouve dans le piétement de certains sarcophages).
- Le trône à large dossier orientalisant (exemplaire en bronze du musée du Louvre, milieu du VIIe siècle av. J.-C., dont la forme est reprise dans le siège Corsini romain du Ier siècle av. J.-C.[1] ou en bois sculpté[2].
- Le trépied destiné à supporter un vase[3], un chaudron (bronze et fer à la villa Giulia), un bassin (Londres)[4].
- La table à quatre pieds à pieds d'animaux (musée archéologique national de Tarquinia et celui de Chiusi).
- Le chandelier en bronze (exemplaire du Metropolitan Museum of Art, petits exemplaires du musée Guarnacci de Volterra).
- Le lustre étrusque à 16 brûleurs à huile à figuration d'Achéloüs et de dauphins du Musée de l'Académie étrusque de Cortone.
- Le coffre à effets personnels : Cista Ficoroni cylindrique, en bronze (conservé à Rome).

## Représentation dans les arts étrusques
Ils nous éclairent sur certaines autres pièces de mobilier quotidien des Étrusques, représenté sur les bas-reliefs des sarcophages, les fresques des tombes, des bas-reliefs en terre cuite, comme :
- le klinai, le lit du banquet ;
- la chaise tonneau en osier inspirée du klismos grec à dossier et pieds incurvés (représenté sur les gravures de bagues en bronze) ;
- le diphros grec, tabouret à pieds tournés (terre cuite du Poggio Civitate de Murlo[5]) ;
- fragments d'un pliant, Tomba della Montagnola, à Quinto Fiorentino, frazione de Sesto Fiorentino.

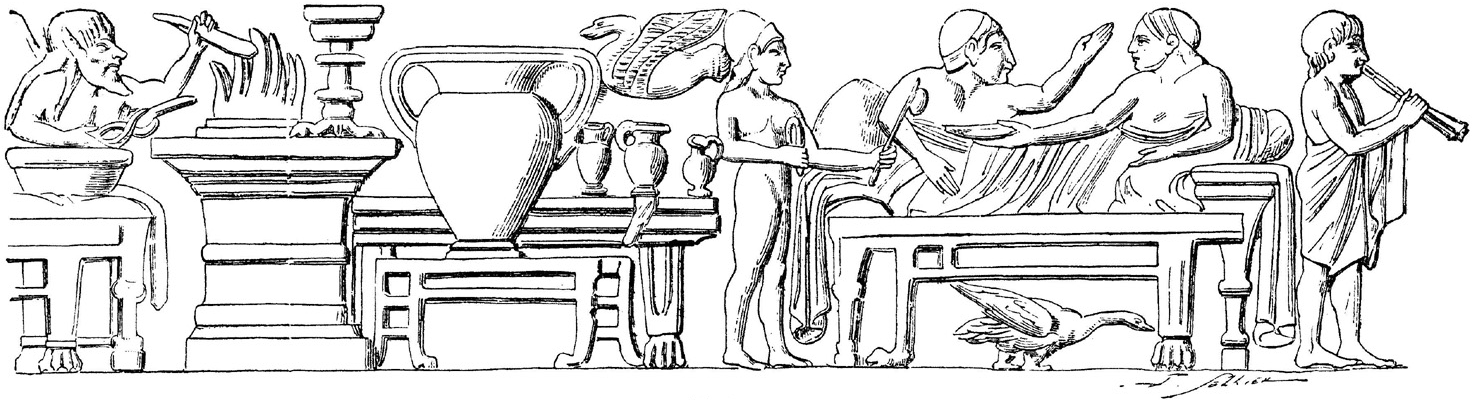
Relevé d'un bas-relief de Chiusi.

## Anecdote historique
De ce peu d'informations est né au XVIIIe siècle un pseudo style mobilier étrusque (nommé « style étrusque »), aux formes historiques peu probables (Bibliothèque nationale : croquis cotés et peints d’un mobilier étrusque, imaginé par l’architecte Le Queu en 1786 pour l’hôtel Montholon).